# Arrondissement Bar-le-Duc
Bar-le-Duc is een arrondissement van het Franse departement Meuse in de regio Grand Est. De onderprefectuur is Bar-le-Duc.

## Kantons
Het arrondissement was tot 2014 samengesteld uit de volgende kantons:
- Kanton Ancerville
- Kanton Bar-le-Duc-Nord
- Kanton Bar-le-Duc-Sud
- Kanton Ligny-en-Barrois
- Kanton Montiers-sur-Saulx
- Kanton Revigny-sur-Ornain
- Kanton Seuil-d'Argonne
- Kanton Vaubecourt
- Kanton Vavincourt

Na de herindeling van de kantons bij decreet van 17 februari 2014. met uitwerking op 22 maart 2015, zijn dat : 
- Kanton Ancerville
- Kanton Bar-le-Duc-1
- Kanton Bar-le-Duc-2
- Kanton Dieue-sur-Meuse ( deel: 13/62 )
- Kanton Ligny-en-Barrois ( deel: 22/40 )
- Kanton Revigny-sur-Ornain
- Kanton Vaucouleurs  ( deel: 5/48 )